# Championnat du monde de badminton par équipes féminines 1984
Navigation
Tokyo 1981 Jakarta 1986
La 10e édition du championnat du monde de badminton par équipes féminines, appelé également Uber Cup a lieu en mai 1984 à Kuala Lumpur en Malaisie.

## Format de la compétition
21 nations participent à l'Uber Cup. A l'issue d'une phase de qualifications, 6 équipes accèdent à la phase finale où elles sont rejointes par le tenant du titre et le pays organisateur qui sont qualifiés d'office.
Ces 8 nations participantes sont placées dans 2 groupes de 4 équipes, où chacune rencontre les 3 autres. Les deux premiers se qualifient pour des demi-finales croisées.
Chaque rencontre se joue en 5 matches : 3 simples et 2 doubles qui peuvent être joués dans n'importe quel ordre (accord entre les équipes).

## Qualifications
- Qualifié pour la phase finale

| Groupe A         | Groupe A | Groupe A  |
| ---------------- | -------- | --------- |
| Birmanie forfait |          |           |
| Corée du Sud     | 5-0      | Sri Lanka |
| Groupe B         |          |           |
| Indonésie        | 5-0      | Thaïlande |
| Indonésie        | 5-0      | Inde      |
| Inde             | 4-1      | Thaïlande |
| Demi-finales     |          |           |
| Corée du Sud     | 5-0      | Inde      |
| Indonésie        | 5-0      | Sri Lanka |
| Troisième place  |          |           |
| Inde             | 5-0      | Sri Lanka |
| Finale           |          |           |
| Corée du Sud     | 4-1      | Indonésie |

| Chine            | 5-0 | Australie        |
| Chine            | 5-0 | Hong Kong        |
| Chine            | 5-0 | Nouvelle-Zélande |
| Hong Kong        | 3-2 | Australie        |
| Hong Kong        | 3-2 | Nouvelle-Zélande |
| Nouvelle-Zélande | 4-1 | Australie        |
| Chine qualifiée  |     |                  |

| Nigeria forfait |     |                |
| Canada          | 5-0 | Pérou          |
| Canada          | 5-0 | États-Unis     |
| Canada          | 4-1 | Taipei chinois |
| Taipei chinois  | 5-0 | Pérou          |
| Taipei chinois  | 5-0 | États-Unis     |
| États-Unis      | 3-2 | Pérou          |
| Canada qualifié |     |                |

| Groupe A        | Groupe A | Groupe A             |
| --------------- | -------- | -------------------- |
| Angleterre      | 5-0      | Allemagne de l'Ouest |
| Angleterre      | 5-0      | Écosse               |
| Angleterre      | 5-0      | Belgique             |
| Écosse          | 4-1      | Allemagne de l'Ouest |
| Écosse          | 4-1      | Belgique             |
| Allemagne       | 5-0      | Belgique             |
| Groupe B        |          |                      |
| Danemark        | 5-0      | Islande              |
| Danemark        | 3-2      | Pays-Bas             |
| Danemark        | 4-1      | Suède                |
| Suède           | 5-0      | Islande              |
| Suède           | 3-2      | Pays-Bas             |
| Pays-Bas        | 5-0      | Islande              |
| Demi-finales    |          |                      |
| Danemark        | 4-1      | Écosse               |
| Angleterre      | 4-1      | Suède                |
| Troisième place |          |                      |
| Suède           | 4-1      | Écosse               |
| Finale          |          |                      |
| Angleterre      | 4-1      | Danemark             |

## Tournoi final

### Pays participants
| Confédération   | Pays                         |
| --------------- | ---------------------------- |
| Asie            | Chine Corée du Sud Indonésie |
| Europe          | Angleterre Danemark          |
| Amériques       | Canada                       |
| Tenant du titre | Japon                        |
| Pays hôte       | Malaisie                     |

### Phase préliminaire

#### Groupe A
| Équipe       | J | G | P |
| ------------ | - | - | - |
| Angleterre   | 3 | 3 | 0 |
| Corée du Sud | 3 | 2 | 1 |
| Canada       | 3 | 1 | 2 |
| Malaisie     | 3 | 0 | 3 |

| Résultats    | Résultats | Résultats    |
| ------------ | --------- | ------------ |
| Angleterre   | 4-1       | Canada       |
| Angleterre   | 3-2       | Corée du Sud |
| Angleterre   | 5-0       | Malaisie     |
| Corée du Sud | 5-0       | Canada       |
| Corée du Sud | 5-0       | Malaisie     |
| Canada       | 3-2       | Malaisie     |

#### Groupe B
| Équipe    | J | G | P |
| --------- | - | - | - |
| Chine     | 3 | 3 | 0 |
| Danemark  | 3 | 2 | 1 |
| Indonésie | 3 | 1 | 2 |
| Japon     | 3 | 0 | 3 |

| Résultats | Résultats | Résultats |
| --------- | --------- | --------- |
| Chine     | 5-0       | Indonésie |
| Chine     | 5-0       | Japon     |
| Chine     | 5-0       | Danemark  |
| Danemark  | 3-2       | Indonésie |
| Danemark  | 3-2       | Japon     |
| Indonésie | 3-2       | Japon     |

### Phase finale

#### Tableau
|  | Demi-finales | Demi-finales |                        |   | Finale | Finale |
|  | Demi-finales | Demi-finales |                        |   | Finale | Finale |
|  |              |              |                        |   |        |        |
|  |              |              |                        |   |        |        |
|  |              |              |                        |   |        |        |
|  | Corée du Sud | 0            |                        |   |        |        |
|  | Corée du Sud | 0            |                        |   |        |        |
|  | Chine        | 5            |                        |   |        |        |
|  | Chine        | 5            | Chine                  | 5 |        |        |
|  |              |              | Chine                  | 5 |        |        |
|  |              | Angleterre   | 0                      |   |        |        |
|  | Danemark     | Angleterre   | 0                      | 2 |        |        |
|  | Danemark     |              |                        | 2 |        |        |
|  | Angleterre   | 3            |                        |   |        |        |
|  | Angleterre   | 3            | Match pour la 3e place |   |        |        |
|  |              |              |                        |   |        |        |
|  |              |              |                        |   |        |        |
|  |              |              |                        |   |        |        |
|  | Corée du Sud | 5            |                        |   |        |        |
|  | Corée du Sud | 5            |                        |   |        |        |
|  | Danemark     | 0            |                        |   |        |        |
|  | Danemark     | 0            |                        |   |        |        |

#### Finale
| 17 mai | Chine                | 5 - 0 | Angleterre                    | Score             |
| ------ | -------------------- | ----- | ----------------------------- | ----------------- |
| SD     | Li Lingwei           | 1-0   | Helen Troke                   | 11-2, 11-3        |
| DD     | Lin Ying / Wu Dixi   | 1-0   | Gillian Gilks / Karen Beckman | 15-3, 15-12       |
| SD     | Han Aiping           | 1-0   | Sally Podger                  | 7-11, 11-3, 11-6  |
| DD     | Xu Rong / Wu Jianqiu | 1-0   | Nora Perry / Jane Webster     | 15-1, 13-18, 15-8 |
| SD     | Zhang Ailing         | 1-0   | Gillian Gowers                | 11-7, 11-1        |